# Ogilvia pulverealis
Ogilvia pulverealis är en fjärilsart som beskrevs av George Francis Hampson 1899. Ogilvia pulverealis ingår i släktet Ogilvia och familjen mott. Inga underarter finns listade i Catalogue of Life.